# Skyway

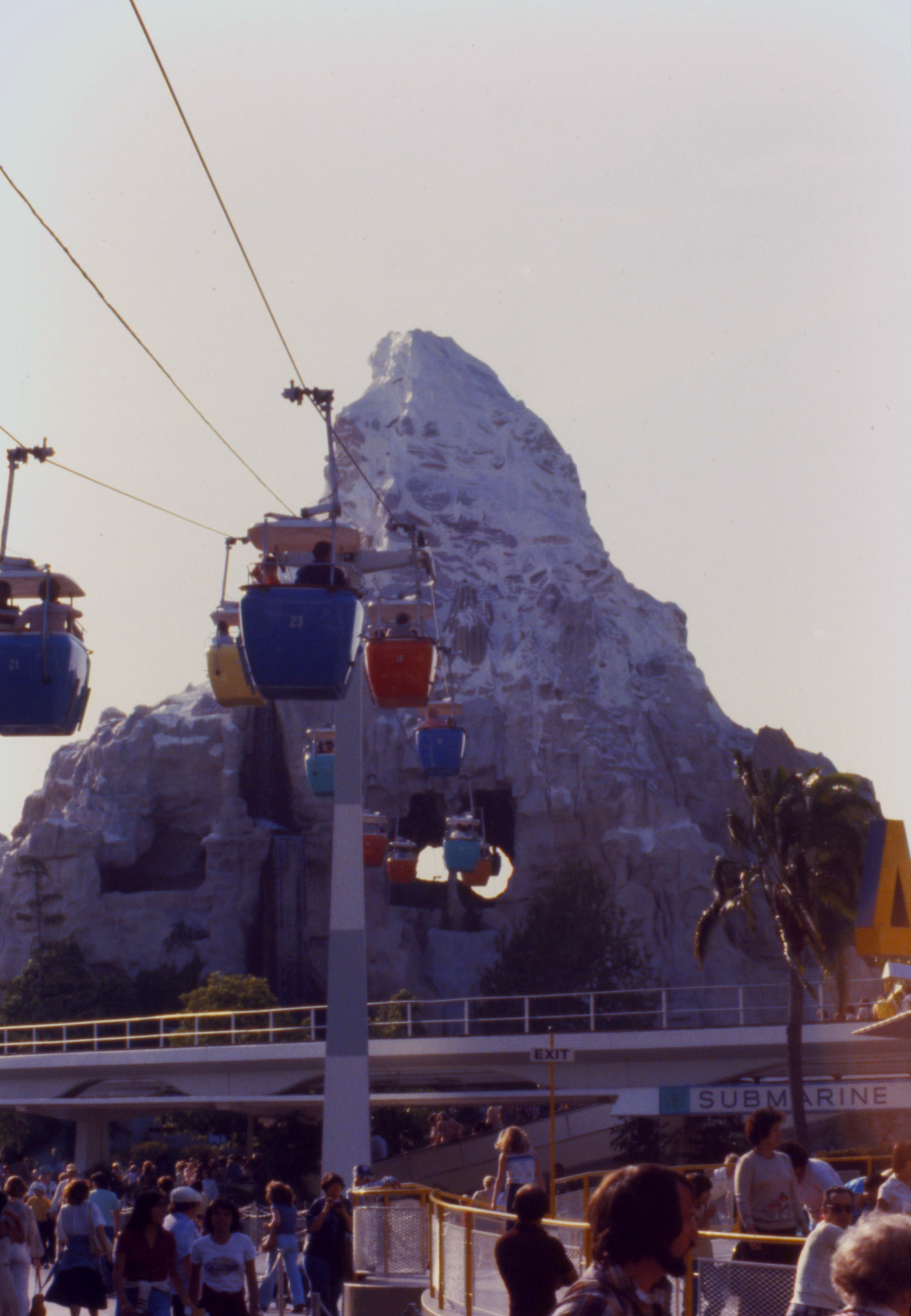
Skyway et Matterhorn Bobsleds en 1979

Le Skyway était un système de transport de type télécabine survolant une partie des parcs Disney américain et japonais avant leurs fermetures au milieu des années 1990.
En raison des énormes coûts de réhabilitation nécessaires à la mise en conformité avec les lois de sécurité antisismique et d'accès aux handicapés, l'attraction fut fermée le 10 novembre 1994. Quatre années plus tard, Tokyo Disneyland supprima aussi son Skyway ; et finalement, en 1999, celui du Magic Kingdom de Walt Disney World Resort ferma également. Aucun Skyway ne subsiste dans les parcs à thèmes de Disney, seuls les royaumes enchantés en avaient. Parc Disneyland n'en a jamais eu et Hong Kong Disneyland n'en a pas prévu.

## Les différentes attractions

### Disneyland
Le Disneyland Skyway, "le premier tramway aérien de son genre aux États-Unis", était une des attractions phare du parc. Ouverte en 1956 par Walt Disney en personne, elle transportait les passagers de Fantasyland à Tomorrowland et vice versa.
À 30 m au-dessus du sol, l'attraction offrait aux passagers des vues intéressantes sur le château de la Belle au bois dormant, le Matterhorn (que l'on traversait) et Autopia. Un élément distinctif est qu'à Disneyland l'illusion entre la scène et les coulisses est conservée pour les passagers du Skyway, cachant tous les sites qui pourrait être vu par les visiteurs comme pour les piétons. 
L'attraction fut d'abord proposée en aller simple ou aller-retour depuis l'une des deux gares puis uniquement des allers simples depuis l'une ou l'autre des gares.
- Ouverture : 23 juin 1956[1]
- Fermeture : 10 novembre 1994[1]
- Conception : WED Enterprises, Von Roll Seilbahnen AG
- Longueur : 730 m de câble[1]
- Véhicules :
  - Nombre : 44 nacelles[1]
  - Capacité : 4 personnes par cabine[1]
- Ticket requis : "D" (trajet unique)
- Gares :
  - gare de Tomorrowland : elle avait un décor futuriste[1]. Après la fermeture, elle fut utilisée comme zone de maintenance pour l'attraction Rocket Rods entre 1998 et le printemps 2001. Situation : 33° 48′ 44″ N, 117° 54′ 58″ O
  - gare de Fantasyland : elle représente un chalet d'un village suisse[1]. Situation : 33° 48′ 49″ N, 117° 55′ 11″ O . Ce chalet a été détruit en juillet 2016 pour faire place a la construction de star wars land.
- Type d'attraction : balade aérienne en cabine

### Magic Kingdom
- Ouverture : 1er octobre 1971 (avec le parc)[1]
- Fermeture : 10 novembre 1999
- Conception : WED Enterprises
- Ticket requis : "D" (trajet unique)
- Gares :
  - gare de Tomorrowland : elle est détruite durant l'été 2009. Situation  28° 25′ 07″ N, 81° 34′ 42″ O
  - gare de Fantasyland Elle représente un chalet d'un village suisse. Après la fermeture, elle est utilisée comme zone de stockage pour poussettes et fauteuils roulants avant d'être détruite au profit d'un lieu de rencontre de Raiponce en activité de 2010 à 2012. Situation 28° 25′ 14″ N, 81° 34′ 57″ O
- Type d'attraction : balade aérienne en cabine

### Tokyo Disneyland
- Ouverture : 15 avril 1983 (avec le parc)[1]
- Fermeture : 3 novembre 1998
- Conception : WED Enterprises
- Ticket requis : "D" (trajet unique)
- Gares : la gare de Fantasyland a été supprimée pour faire place à une nouvelle attraction. La gare de Tomorrowland a été transformée en un magasin de confiseries.
- Type d'attraction : balade aérienne en cabine fermée avec chargement et déchargement automatisé
- Situation : 35° 37′ 50″ N, 139° 52′ 48″ E
- Attraction suivante :
  - Pooh's Hunny Hunt 1er septembre 2000